# Port lotniczy Sasstown
Port lotniczy Sasstown (ang. Sasstown Airport, IATA: SAZ, ICAO: GLST) – liberyjski port lotniczy położony w Sasstown.